# Ramat Aviv ha-Jeruka

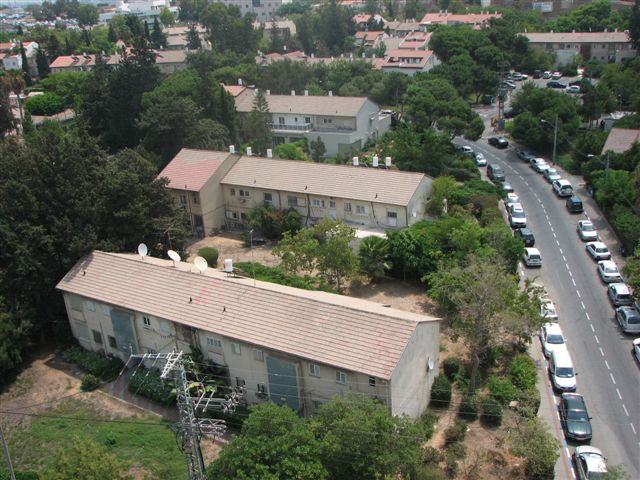
Zástavba v 50. let 20. století ve čtvrti Ramat Aviv ha-Jeruka

Ramat Aviv ha-Jeruka (hebrejsky רמת אביב הירוקה‎, doslova Zelená Ramat Aviv, též Ramat Aviv Alef, רמת אביב א׳‎, doslova Ramat Aviv A) je čtvrť v severozápadní části Tel Avivu v Izraeli. Je součástí správního obvodu Rova 1 a samosprávné jednotky Rova Cafon Ma'arav. Zároveň tvoří podčást a nejstarší sektor širšího urbanistického souboru Ramat Aviv.

## Geografie
Leží na severním okraji Tel Avivu, cca 1,5 kilometru od pobřeží Středozemního moře a cca 1 kilometr severně od řeky Jarkon, v nadmořské výšce okolo 20 metrů. Dopravní osou je dálnice číslo 2 (Derech Namir), která prochází po jejím západním okraji. Na východě sousedí s areálem Telavivské univerzity, na jihu s čtvrtí Kirjat ha-Muze'onim, na západě s čtvrtí Lamed a na severu leží Neve Avivim.

## Popis čtvrti
Plocha čtvrti je vymezena na severu Einsteinovou ulicí, na jihu a východě třídou Chajima Levanona, na západě Namirovou třídou. Zástavba má charakter vícepodlažních obytných budov, nižších ovšem než mladší stavební fáze této oblasti. V roce 2007 tu žilo 8 643 obyvatel. 